# Hart tegen Hard
Hart tegen hard was een Nederlandse drama- en politieserie van Net5. De serie speelt zich af in Amsterdam. De eerste uitzending in Nederland was op 3 oktober 2011. De hoofdrollen worden vertolkt door Dragan Bakema en Elise Schaap. Terugkerende acteurs zijn Barry Atsma, Huub Stapel en Renée Fokker.

## Productie
Na de stop van diverse dramaseries zoals De co-assistent en S1ngle zocht Net5 naar een nieuwe alternatieve dramaserie. Op 21 mei 2011 maakte regisseur Will Koopman bekend dat ze bezig was met een nieuwe politieserie voor Net5. Er gingen geruchten rond dat Katja Schuurman en Thijs Römer zouden meespelen in de serie. Later maakte de zender echter bekend voor "nieuwe gezichten" gekozen te hebben. Bovendien werd Schuurmans contract niet verlengd bij Net5.
Uiteindelijk werd de definitieve filmploeg op 24 juni 2011 bekendgemaakt. De hoofdrollen zullen worden vertolkt door Dragan Bakema en Elise Schaap. Ook zullen Barry Atsma, Huub Stapel en Renée Fokker regelmatig te zien zijn in de serie.
Oorspronkelijk werd de serie aangekondigd als politieserie. Later werd de serie echter aangekondigd als dramaserie. Waarschijnlijk omdat de serie niet alleen om politie en misdaad draait, maar ook om romantiek.
De serie is bedacht door Linda de Mol en Will Koopman. Koopman regisseert de serie, de productie is in handen van Talpa Fictie, een afdeling van Talpa Producties. Koopman werkte onder andere mee aan Baantjer, ook een politieserie. De opnames van de eerste twaalfdelige reeks vonden grotendeels plaats in Amsterdam, in juli en augustus 2011.
De serie werd uiteindelijk geen succes op Net5. Er zijn dan ook geen plannen voor een nieuw seizoen.

## Overzicht
| Seizoen | Aantal afleveringen |      | Jaar           | Eerste uitzending | Laatste uitzending |
| 1       | 12                  | 2011 | 3 oktober 2011 | 19 december 2011  |                    |

## Verhaal
Het verhaal speelt zich af in Amsterdam. De serie draait om Ava Berendsen (Elise Schaap) en Thomas de Zwaan (Dragan Bakema). Berendsen is een misdaadverslaggeefster van een landelijk dagblad en De Zwaan is een rechercheur bij de afdeling Zware Criminaliteit van een Amsterdams politieteam. Ze krijgen te maken met ontvoeringen, mishandeling, diefstal en chantage en werken vaak aan dezelfde zaken. Ze mogen elkaar alleen geen vertrouwelijke informatie verstrekken. Naast hun werk willen ze een relatie opbouwen. Door hun werk is dat vrijwel onmogelijk en moeten ze hun relatie geheim zien te houden.

## Rolverdeling

#### Hoofdpersonages
| Acteur         | Personage        | Periode |
| Dragan Bakema  | Thomas de Zwaan  | 2011    |
| Elise Schaap   | Ava Berendsen    | 2011    |
| Barry Atsma    | Paul Smit        | 2011    |
| Huub Stapel    | Ome Ben          | 2011    |
| Renée Fokker   | Trudy van Veen   | 2011    |
| Wouter de Jong | Frank de Koning  | 2011    |
| Tim Murck      | Ruudje Denslager | 2011    |